# Амазонки (Ливия)
Амазонки (в западной прессе Amazon Guard, гвардия амазонок) — неофициальное название отряда женщин-телохранительниц, являвшихся элитной личной охраны лидера Ливийской джамахирии Муаммара Каддафи
. Официальным их названием было араб. الراهبات الثوريات‎ (al-rāhibāt al-thawriyyāt), что означает «революционные монахини». Встречалось также название «зелёные монахини». Отряд состоял целиком из женщин, прошедших специальную боевую подготовку.
Подразделение было сформировано в начале 1980-х годов, через несколько лет после отставки Каддафи с поста главы ливийского государства и принятия им титула лидера революции одновременно с провозглашением Ливии джамахирией. Причины создания такого подразделения доподлинно неизвестны; наиболее распространена версия о том, что Каддафи якобы предполагал, что арабские террористы, жертвой которых он мог бы стать, не смогут стрелять по женщинам, а также более прозаическая версия о том, что женщины-телохранительницы были просто одним из эксцентричных способов привлечь к себе внимание мировой общественности, заодно окружив себя молодыми женщинами. Обычно с Каддафи во время его поездок по стране и за рубежом находилось 15 «амазонок». В 1998 году, когда на Каддафи было устроено покушение, одна из его телохранительниц спасла ему жизнь ценой своей собственной.
Все будущие «амазонки» отбирались лично Каддафи, проходили серьёзный курс обучения владению различными видами холодного и огнестрельного оружия и рукопашного боя, а также, как сообщается, давали обет целомудрия. По решению Каддафи «амазонки» носили военный камуфляж западного образца, имели яркий макияж, длинные ногти, западные причёски и носили туфли на высоких каблуках. Подразделение прекратило своё существование после ликвидации Ливийской джамахирии в результате гражданской войны.